# Jeļena Prokopčuka
Jeļena Prokopčuka (Riga, 21. rujna 1976.) je umirovljena latvijska trkačica na duge staze, najpoznatija po pobjedi na maratonu u New Yorku 2005. i 2006. godine. 

## Životopis
Drži šest latvijskih rekorda na otvorenom i jedan u dvorani, u rasponu od 3000 metara do maratonske udaljenosti. Njezin suprug, Aleksandrs Prokopčuks, drži muški latvijski rekord u maratonu s 2:15:56 sati. Trostruka je sudionica Ljetnih olimpijskih igara, predstavljajući Latviju u atletskim disciplinama 1996., 2000., 2004. i 2016.
Prokopčuka je pobijedila na Tallinnskom maratonu 2001 . Pobijedila je na Pariškom polumaratonu 2002., 2003. i 2009. Bila je prvakinja 2003. godine na Svjetskom vojnom prvenstvu u krosu . Pobijedila je na Great Edinburgh Run tri puta uzastopno od 2005. do 2007. godine. Također je peterostruka pobjednica Kuldīga polumaratona i dvostruka pobjednica Almond Blossom Cross Countryja . Na drugim je mjestima pobijedila na utrci 20 Kilomètres de Paris 2002., Osaka međunarodnom ženskom maratonu 2005. (gdje je istrčala svoj nacionalni rekord od 2:22:56 sati) i San Silvestre Vallecana 2006.
Bila je najuspješnija Europljanka na Lisabonskom polumaratonu 2012., osvojivši peto mjesto u ukupnom poretku. Bila je deseta na Londonskom maratonu 2012. i pobijedila na polumaratonu u Rigi . Iznenadila je na Great North Run, predvodeći žensku elitnu kategoriju, i iako je pala na četvrto mjesto, istrčala je nacionalni rekord od 68:09 minuta. Njezin posljednji uspjeh te godine dogodio se na maratonu u Yokohami, gdje joj je najbolje vrijeme sezone od 2:26:55 sati donijelo četvrto mjesto.
Sjajan završetak na maratonu u Nagoyi 2013. doveo ju je do uspona sa 16. na četvrto mjesto i vrijeme od 2:25:46 sati – njezino najbrže u šest godina. Bila je viceprvakinja do Tirunesha Dibabe na Great Manchester Run u svibnju iste godine.

## Postignuća na velikim natjecanjima
| Latvijska reprezentacija | Latvijska reprezentacija                   | Latvijska reprezentacija                            | Latvijska reprezentacija | Latvijska reprezentacija | Latvijska reprezentacija |
| ------------------------ | ------------------------------------------ | --------------------------------------------------- | ------------------------ | ------------------------ | ------------------------ |
| Godina                   | Natjecanje                                 | Mjesto                                              | Osvojeno mjesto          | Duljina                  | Vrijeme                  |
| 1994.                    | Svjetsko juniorsko prvenstvo               | Lisabon, Portugal                                   | 14.                      | 3000 m                   | 9:33.67                  |
| 1994.                    | Svjetsko juniorsko prvenstvo               | Lisabon, Portugal                                   | 13.                      | 10 000 m                 | 36:21.59]]               |
| 1997.                    | Europsko prvenstvo u atletici do 23 godine | Turku, Finska                                       | 5.                       | 5000 m                   | 15:55.74                 |
| 1997.                    | Europsko prvenstvo u atletici do 23 godine | Turku, Finska                                       | 6.                       | 10 000 m                 | 33:41.51                 |
| 2000.                    | Olimpijske igre                            | Sydney, Australija                                  | 9.                       | 5000 m                   | 14:55.46                 |
| 2000.                    | Olimpijske igre                            | Sydney, Australija                                  | 19.                      | 10 000 m                 | 32:17.72                 |
| 2001.                    | Svjetsko prvenstvo u atletici 2001.        | Bristol, Engleska                                   | 5.                       | polumaraton              | 1:08:43                  |
| 2002.                    | Pariški polumaraton                        | Pariz, Francuska                                    | 1.                       | polumaraton              | 1:11:08                  |
| 2002.                    | Europsko prvenstvo                         | Munchen, Njemačka                                   | 5.                       | 10 000 m                 | 31:17.72                 |
| 2002.                    | Svjetsko prvenstvo u polumaratonu          | Bruxelles, Belgija                                  | 3.                       | polumaraton              | 1:09:15                  |
| 2003.                    | Pariški polumaraton                        | Pariz, Francuska                                    | 1.                       | polumaraton              | 1:09:42                  |
| 2003.                    | Svjetsko prvenstvo u atletici              | Pariz, Francuska                                    | 10.                      | 10 000 m                 | 31:06.14                 |
| 2004.                    | Bostonski Maraton                          | Boston, Sjedinjene Američke Države                  | 4.                       | Maraton                  | 2:30:16                  |
| 2004.                    | Olimpijske igre                            | Atena, Grčka                                        | 7.                       | 10 000 m                 | 31:04.10                 |
| 2005.                    | Svjetsko prvenstvo u atletici              | Helsinki, Finska                                    | 12.                      | 10 000 m                 | 31:04.55                 |
| 2005.                    | Njujorški maraton                          | New York City, New York, Sjedinjene Američke Države | 1.                       | Maraton                  | 2:24:41                  |
| 2005.                    | Osaka međunarodni ženski maraton           | Osaka, Japan                                        | 1.                       | Maraton                  | 2:22:56                  |
| 2006.                    | Bostonski Maraton                          | Boston, Sjedinjene Američke Države                  | 2.                       | Maraton                  | 2:23:48                  |
| 2006.                    | Europsko prvenstvo                         | Gothenburg, Švedska                                 | 6.                       | 10 000 m                 | 30:38.78                 |
| 2006.                    | Njujorški maraton                          | New York City, New York, Sjedinjene Američke Države | 1.                       | Maraton                  | 2:25:05                  |
| 2006.                    | Kuldīga polumaraton                        | Kuldīga, Latvija                                    | 1.                       | polumaraton              | 1:13:36                  |
| 2007.                    | Bostonski Maraton                          | Boston, Sjedinjene Američke Države                  | 2.                       | Maraton                  | 2:29:58                  |
| 2007.                    | Njujorški maraton                          | New York City, New York, Sjedinjene Američke Države | 3.                       | Maraton                  | 2:26:13                  |
| 2008.                    | Bostonski Maraton                          | Boston, Sjedinjene Američke Države                  | 4.                       | Maraton                  | 2:28:12                  |
| 2008.                    | Kuldīga polumaraton                        | Kuldīga, Latvija                                    | 1.                       | polumaraton              | 1:15:57                  |
| 2009.                    | Pariški polumaraton                        | Pariz, Francuska                                    | 1.                       | polumaraton              | 1:10:43                  |
| 2010.                    | Kuldīga polumaraton                        | Kuldīga, Latvija                                    | 1.                       | polumaraton              | 1:19:30                  |
| 2012.                    | Maraton u Rigi                             | Riga, Latvija                                       | 1.                       | polumaraton              | 1:10:27                  |
| 2013.                    | Njujorški maraton                          | New York City, New York, Sjedinjene Američke Države | 3.                       | Maraton                  | 2:27:47                  |
| 2013.                    | Maraton u Rigi                             | Riga, Latvija                                       | 1.                       | polumaraton              | 1:14:39                  |
| 2014.                    | Njujorški maraton                          | New York City, New York, Sjedinjene Američke Države | 4.                       | Maraton                  | 2:26:15                  |
| 2014.                    | Maraton u Rigi                             | Riga, Latvija                                       | 1.                       | polumaraton              | 1:14:52                  |
| 2015.                    | Osaka međunarodni ženski maraton           | Osaka, Japan                                        | 1.                       | Maraton                  | 2:24:07                  |
| 2015.                    | Njujorški maraton                          | New York City, New York, Sjedinjene Američke Države | 8.                       | Maraton                  | 2:28:46                  |
| 2015.                    | Maraton u Rigi                             | Riga, Latvija                                       | 1.                       | polumaraton              | 1:13:24                  |
| 2016.                    | Maraton u Rigi                             | Riga, Latvija                                       | 1.                       | polumaraton              | 1:16:06                  |
| Olimpijske igre          | Atena, Grčka                               | 12.                                                 | Maraton                  | 2:29:32                  |                          |

## Vanjske poveznice
- Jeļena Prokopčuka na World Athletics
- Jeļena Prokopčuka na Olympics.com
- Jeļena Čelnova-Prokopčuka na Olympedia